# Armando Gallo
Armando Gallo est un photographe et photojournaliste contemporain d'origine italienne.

## Biographie
Gallo est surtout célèbre pour ses travaux sur les groupes musicaux The Beatles et Genesis.
Gallo fait partie du jury des Golden Globes.

## Publications
- (en) Genesis: The Evolution of a Rock Band, éditions Sidgwick and Jackson Limited, 1978,  (ISBN 0 283 98440 6)
- (en) Genesis: I Know What I Like, éditions DIY Books, 1980,  (ISBN 0283 987030)
- (en) Genesis: From One Fan to Another, éditions Omnibus Press, 1984,  (ISBN 0 7119 0515 0)
- (en) Peter Gabriel by Armando Gallo éditions Omnibus Press, 1986,  (ISBN 0 7119 0783 8)